# Redskab
|  | Sammenskrivningsforslag Artiklen Redskab er foreslået føjet ind i Værktøj. (Siden april 2022) Diskutér forslaget |

Et redskab er et hjælpemiddel, der anvendes ved udførelse af forskellige arbejder og ikke indgår i processen. Flere dyrearter bruger redskaber og mennesket og dets forfædre i Homo-slægten har brugt redskaber i flere millioner år. Remedium er latin for redskab.
Særlige redskaber har specielle navne: værktøj for håndværkere, våben for soldater, instrumenter for læger og musikere og apparater for teknikere. Et sæt redskaber kaldes udstyr. Kendskabet til at konstruere og bruge redskaber er teknologi,
I museumssammenhæng foretrækkes udtrykket redskab for værktøj, mens håndværkere foretrækker værktøj som udtryk for deres daglige hjælpemidler. Forholdet kan måske allerbedst illustreres i anekdotisk form:

Da jeg som dreng begyndte min karriere ved høvlebænken i en "husflidsforening" på Fyn, fik vi af "Snedker Rasmussen" en af de allerførste timer fortalt at "de' he'rtte ré'skawer, det he'er væŕtøj! – Ré'skawer æ nå'u di bru'r ve' laijbru'et" – eller på dansk: "Det hedder ikke redskaber, det hedder værktøj! Redskaber er noget de bruger ved landbruget."

## Historie
Antrolopoger mener, at brugen af redskaber var et vigtigt trin i den menneskelige evolution. Da redskaber bruges både af mennesker og vilde chimpanser, er antagelsen, at den første rutinemæssige brug af redskaber skete før de to arter blev adskilte. De tidlige redskaber var sandsynligvis fremstillet af forgængelige materialer som pinde eller består af natur sten, der ikke kan adskilles fra ubrugte sten. Stenredskaber er kun ca. 2,5 millioner år gamle.. Man har fundet 2,6 millioner år gamle redskaber i Etiopien. Et af de ældste stenredskaber er stenøksen.
Brugen var medvirkende til at fortidsmenneskene kunne nå toppen af fødekæden, da redskaberne tillod dem at udføre handlinger, der ikke var muligt med kroppen alene som at bruge et spyd eller en slynge til at nedlægge vildt på afstand. Mekaniske apparater, især vandmøller fik stor ny udbredelse i Oldtidens Grækenland og Romerriget, idet de anvendte nye energikildeer. De blev udvidet i løbet af middelalderen med vindmøller. Maskinredskaber blev udviklet under den industrielle revolution.

## Funktioner
Man kan klassificere redskaber efter deres basale funktioner
- Skæreredskaber som kniv, le eller segl, har en æg (kant) der deler emner pga. dens skarphed. Redskabets klinge skal være hårdere end det materiale, der skæres i, ellers bliver klingen sløv. Selv stærke redskaber kræver gentagen skærpning
- Bevægelsesredskaber bevæger store eller små ting. Mange er løftestænger
- Kraftkoncentrerende redskaber, så som en hammer eller en økse, der tillader at koncentrere kraften omkring et punkt, således at man f.eks. kan slå et søm i. For en skruetrækker er kraften roterende.
  - En ambolt koncentrerer kraften, ved at forhindre den slåede genstand i at bevæge sig, når den rammes af hammeren.
  - Pincetter, handsker, skruetrækkere tillader også at koncentrere kraft, så man kan gribe fast om emner
- Malerredskaber og skriveredskaber som en pensel kontrollerer overførslen af en væske som blæk eller maling til en overflade.
- Redskaber der skaber kemiske forandringer, så som en lighter
- Måleredskaber, observationsredskaber omfatter f.eks. vægte, linealer, briller, kikkert, ure
- Formgivende redskaber som en støbeform
- Redskaber der tillader at manipulere og samle information, f.eks. en kugleramme, en computer, et regneark eller wikipedia
- Signalredskaber til kraftige signaler som trompeter og jagthorn
- Beskyttelsesredskaber, der beskytter en under arbejdet, for at det kan udføres (f.eks. en rumdragt, eller være beregnet til at forhindre skader efter lang tids arbejde (høreværn)